# 4318 Baťa
4318 Baťa là một tiểu hành tinh vành đai chính với chu kỳ quỹ đạo là 2111.1800177 ngày (5.78 năm).
Nó được phát hiện ngày 21 tháng 2 năm 1980.